# Kang Un-ju
Kang Un-ju, född 1 februari 1995, är en nordkoreansk bågskytt. Hon deltog vid olympiska sommarspelen 2016.